# بعثة تحقيق الأمم المتحدة في حرب غزة 2014
بعثة تحقيق الأمم المتحدة في حرب غزة 2014، فريق تشكل في أغسطس 2014 بواسطة مجلس حقوق الإنسان التابع للأمم المتحدة أثناء حرب غزة 2014 بصفة بعثة تقصي حقائق مستقلة دولية للتحقيق في ادعاءات خروقات القانون الدولي لحقوق الإنسان والقانون الدولي الإنساني في المناطق الفلسطينية، بالأخص في قطاع غزة، فيما له اتصال بالنزاع. في فبراير 2015، قبل رئيس مجلس حقوق الإنسان يواخيم روكر استقالة رئيس بعثة التحقيق المحامي الكندي وليام شاباس، وذلك بعد أن تبين أنه قدم سابقًا مشورة قانونية للسلطة الوطنية الفلسطينية في 2012. جاء تقرير البعثة مثل سابقه - تقرير جولدستون - مشيرًا إلى أدلة على انتهاكات خطيرة من الجانبين لحقوق الإنسان والقانون الدولي.

## أعضاء اللجنة
في 11 أغسطس 2014، أعلنت الأمم المتحدة أسماء أعضاء اللجنة التي ستحقق في دعوى ارتكاب جرائم حرب في النزاع.
ويليام شاباس، أستاذ كندي في القانون الدولي، وأعلن رئيسًا للجنة. أمل علم الدين، لبنانية، واختيرت لخبرتها في القانون الدولي. لاحقًا اعتذرت عن المشاركة. ودودو ديان، الذي اختير لخبرته في التمييز العنصري. حلت القاضية الأمريكية ماري ماكغوان ديفيس محل أمل علم الدين.

## ردود الفعل

### في إسرائيل
قال رئيس الوزراء بنيامين نتنياهو عن التقرير الصادر عن اللجنة أنه «خاطئ أصدرته لجنة تستنكر إسرائيل أكثر مما تستنكر إيران وكوريا الشمالية وسوريا».